# 超媒體
超媒體（英語：Hypermedia）是超文字這一術語的延伸，是一種包含圖形、音效、影片、純文字和超連結的非線性訊息媒體。這個術語最早出現在泰德·尼爾森於1965年所撰寫的一篇文章中。全球資訊網是超媒體的一個典型例子。